# Operacja wejścia wyjścia na sekundę
Operacje wejścia-wyjścia na sekundę (ang. input/output operations per second, IOPS) – wielkość określająca wydajność dysków i macierzy dyskowych, wyrażająca jak wiele operacji wejścia/wyjścia urządzenie może wykonać w ciągu jednej sekundy. Jako operację wejścia/wyjścia rozumie się odczyt lub zapis bloku danych – najczęściej o rozmiarze 4 kB.

## Charakterystyka
Ponieważ wydajność pamięci masowej zależy od rodzaju operacji, wyznacza się jej wartość osobno dla:
- zapisu sekwencyjnego,
- odczytu sekwencyjnego,
- zapisu losowego,
- odczytu losowego,
- trybu mieszanego obejmującego wszystkie rodzaje ww. operacji.

Wydajność urządzeń mierzy się wykorzystując odpowiednie oprogramowanie np. Iometer, IOzone lub FIO. Można też ją oszacować z pewnym przybliżeniem na podstawie budowy, pojemności i zasady działania danej pamięci dyskowej.
Znając budowę dysku twardego można określić jaki jest czas wymagany do przemieszczenia głowicy nad odpowiedni cylinder i jaki jest średni czas potrzebny na to, aby odpowiedni sektor znalazł się pod głowicą, co zależy bezpośrednio od prędkości obrotowej talerzy, natomiast nie zależy od ich średnicy. Sumując powyższe czasy wraz z czasem niezbędnym na odczyt danych otrzymuje się czas pojedynczej operacji. Odwrotność tej wartości jest szacowaną wydajnością.
W macierzach dyskowych na wydajność całkowitą wpływają również takie parametry jak liczba dysków czy organizacja zapisu. W napędach SSD wydajność zależy od przepustowości pamięci i kontrolerów, która wraz z rozwojem technologii bardzo szybko rośnie, toteż wszystkie wartości dość szybko się dezaktualizują. Tego typu dane powinny znaleźć się w dokumentacji urządzenia.
Przykładowe wydajności dla pojedynczych dysków przedstawia poniższa tabela:
| Dysk                | Wydajność                 |
| ------------------- | ------------------------- |
| HDD SATA 7200 rpm   | ~75 – 100 IOPS            |
| HDD SATA 10.000 rpm | ~125 – 150 IOPS           |
| HDD SATA 15.000 rpm | ~175 – 210 IOPS           |
| SSD protokół SATA   | ~400 – 120.000+ IOPS      |
| SSD protokół NVMe   | ~1.000 – 500.000+ IOPS[1] |